# Ернест Леопольд Каден
Ернест Леопольд Каден (пол. Ernest Leopold Kaden, нар. 1792, Аугустусбург — пом. 30 січня 1846) — саксонський та польський інженер гірничо-металургійної справи, учасник листопадового повстання.

## Біографія
Народився в дворянській родині, в чеському місті  Кадань, представниками його сім'ї в 16 столітті були бурграбіами в Нюрнберзі, а також поселення в Саксонії 17 століття, де вони служили сановниками у суді Веттінів. Він був сином Крістіана Готтольда Кадена, адміністратора королівського товару в Августбурзі, та Конкордії з Бахів, дочки капелана при замку.
Вивчав техніку в Академії гірничих наук у Фрайберзі поблизу Дрездена в 1808-1812 роках. Він брав участь у кампаніях 1813 і 1814 рр. в лавах саксонської армії, а до 1817 р. працював у шахтах в Саксонії. Потім, після свого старшого брата Карола Кадена, він переїхав до Королівства Конґресу, де він був залучений як технічний клерк (гірничий менеджер) Головним гірничим управлінням у Кельці. Був майстром металургійного заводу у Бьялогоні і Невахлові (1819-1822, 1824-1828).
Після початку листопадового повстання він приєднався до польської армії, де служив офіцером 1-го полку Кракуса в чині підпоручика. Брав участь у війні з Росією в 1831 році, командуючи взводом в 17 битвах і захищаючи Варшаву. За битву під Коцьком був нагороджений Золотистим хрестом Virtuti Militari. Під командуванням генерала Рибінського 5 жовтня 1831 року Каден переїхав до Пруссії.
На деякий час повертався до рідної Саксонії. Однак вже в 1833 році він оселився в австрійській Галичині, купивши маєток Кшикувки біля Вісли, на околиці Ніполоміцького лісу, а потім сусіднього Ґроблю. Спочатку Каден хотів створити шахту і металургійний завод, але він не зміг реалізувати ці плани.
У 1835 році він одружився з Кароліною Шлам, дочкою лісника, з якою він мав сина, Густава Адольфа, землевласника і адвоката.
Свідченням прогресивної полонізації Ернеста Кадена був перехід від лютеранства до католицизму.
Ернест Каден був похований на парафіяльному цвинтарі у Забєжові Боченському.